# Dzerzsinszkojei járás
A Dzserzsinszkojei járás (oroszul: Дзержинский район) Oroszország egyik járása a Krasznojarszki határterületen. Székhelye Dzerzsinszkoje.

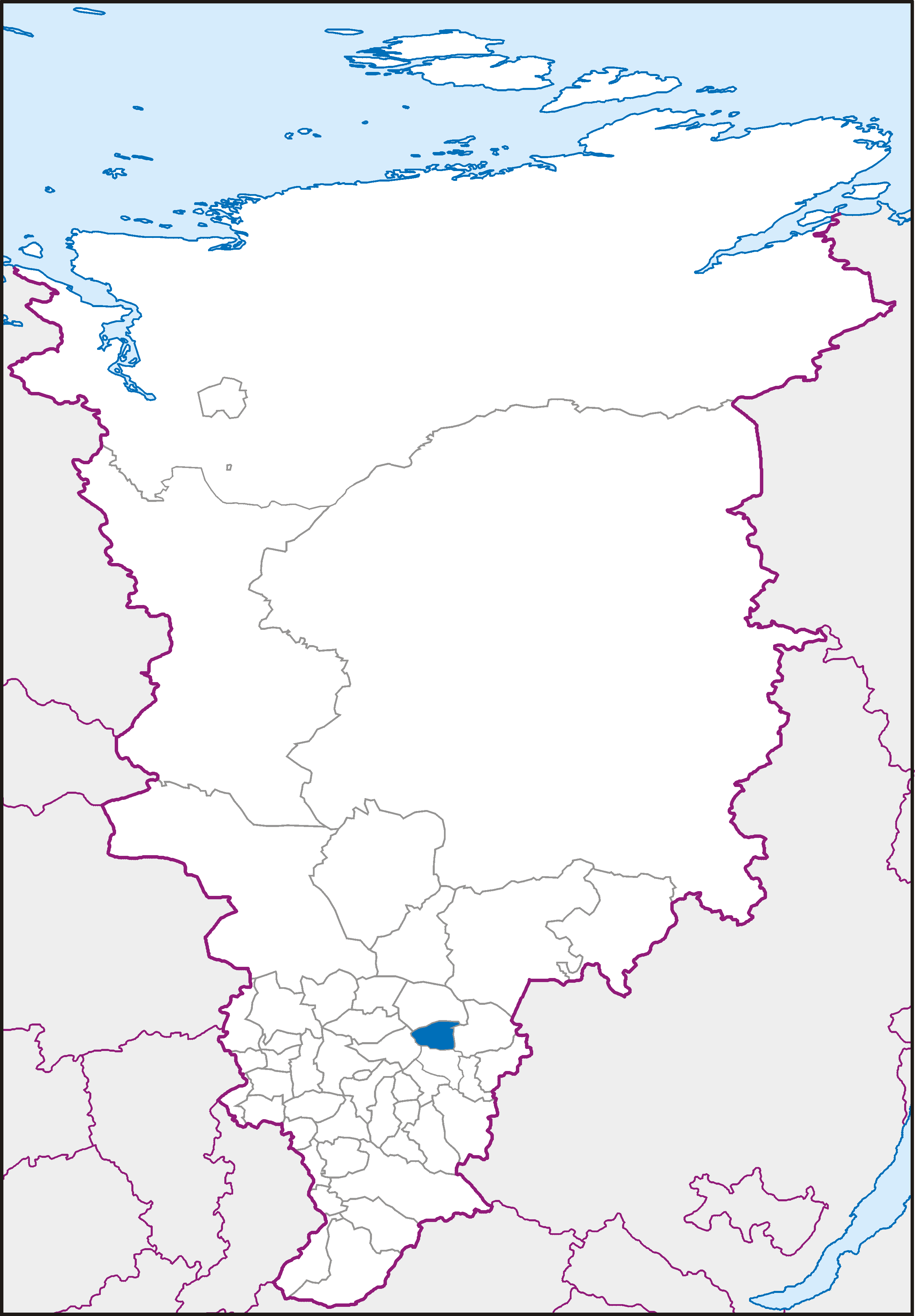
A Dzserzsinszkojei járás a Krasznojarszki határterületen

## Népesség
- 2002-ben 17 028 lakosa volt.
- 2010-ben 14 552 lakosa volt.